# Eurycarenus argentifrons
Eurycarenus argentifrons är en tvåvingeart som beskrevs av Wray Merrill Bowden 1964. Eurycarenus argentifrons ingår i släktet Eurycarenus och familjen svävflugor.
Artens utbredningsområde är Nigeria. Inga underarter finns listade i Catalogue of Life.